# Burkina Faso en los Juegos Olímpicos de Pekín 2008
Burkina Faso estuvo representada en los Juegos Olímpicos de Pekín 2008 por seis deportistas, tres hombres y tres mujeres, que compitieron en cuatro deportes.
La portadora de la bandera en la ceremonia de apertura fue la atleta Aïssata Soulama. El equipo olímpico burkinés no obtuvo ninguna medalla en estos Juegos.